# 트랜스젠더와 종교
트랜스젠더와 종교간의 관계는 종교와 종교내 교단마다 차이가 있다. 젠더 변이가 있는 사람을 책망하는 종교도 있고 종교 지도자로 숭상하는 종교도 있다.

## 종교별 입장

### 아브라함계 종교
토라 율법에는 크로스드레싱의 금지(신명기 22:5)와 거세에 부정적인 규정이 존재한다. 

#### 기독교
트랜스젠더에 대한 기독교의 견해는 교파, 또한 교역자·성직자 등 개개인에 따라 크게 달라 반대에서 적극 수용까지 폭넓다. 
예수는 에티오피아의 내시에게 구원을 줄 수 있다 말했으며 기독교는 전통적으로 크로스드레싱을 금기시해 왔지만, 이에 대해 예수의 발언을 근거로 이의가 제기되었다.

#### 이슬람
하디스는 크로스드레싱을 금지하고 있다.
이란은 성전환을 동성애를 치료하는 것으로 본다.

### 인도 종교
인도에는 전통적인 제3의 성인 히즈라가 있었다.

## 같이 보기
- 동성애와 종교